# 格兰德港 (马耳他)
格兰德港，也称为瓦莱塔港，是马耳他岛上的天然海港。多年来，港口边上修建了众多船厂（马耳他造船厂）、码头和防御工事。

## 简介

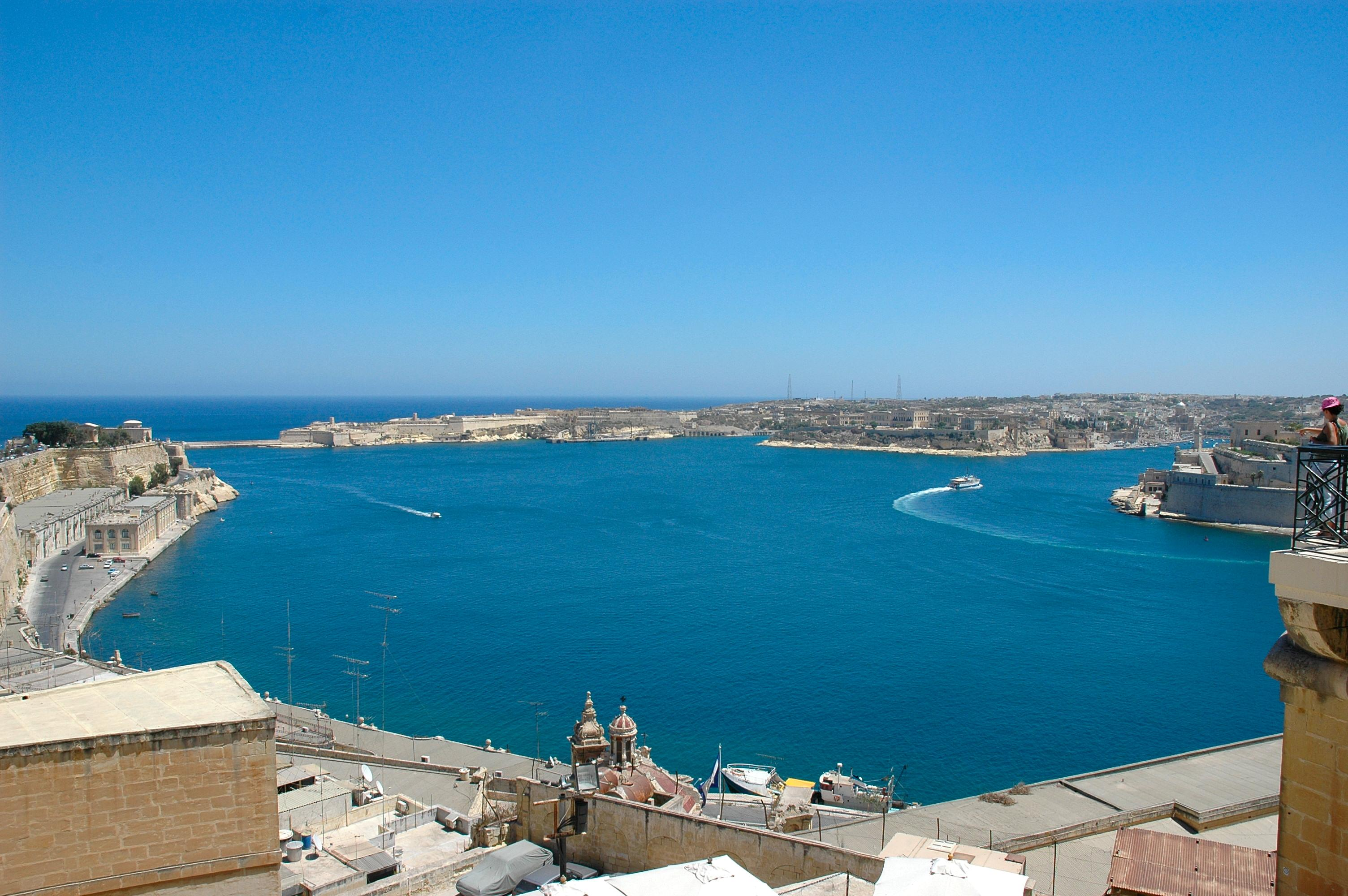
望向大海的格兰德港景观

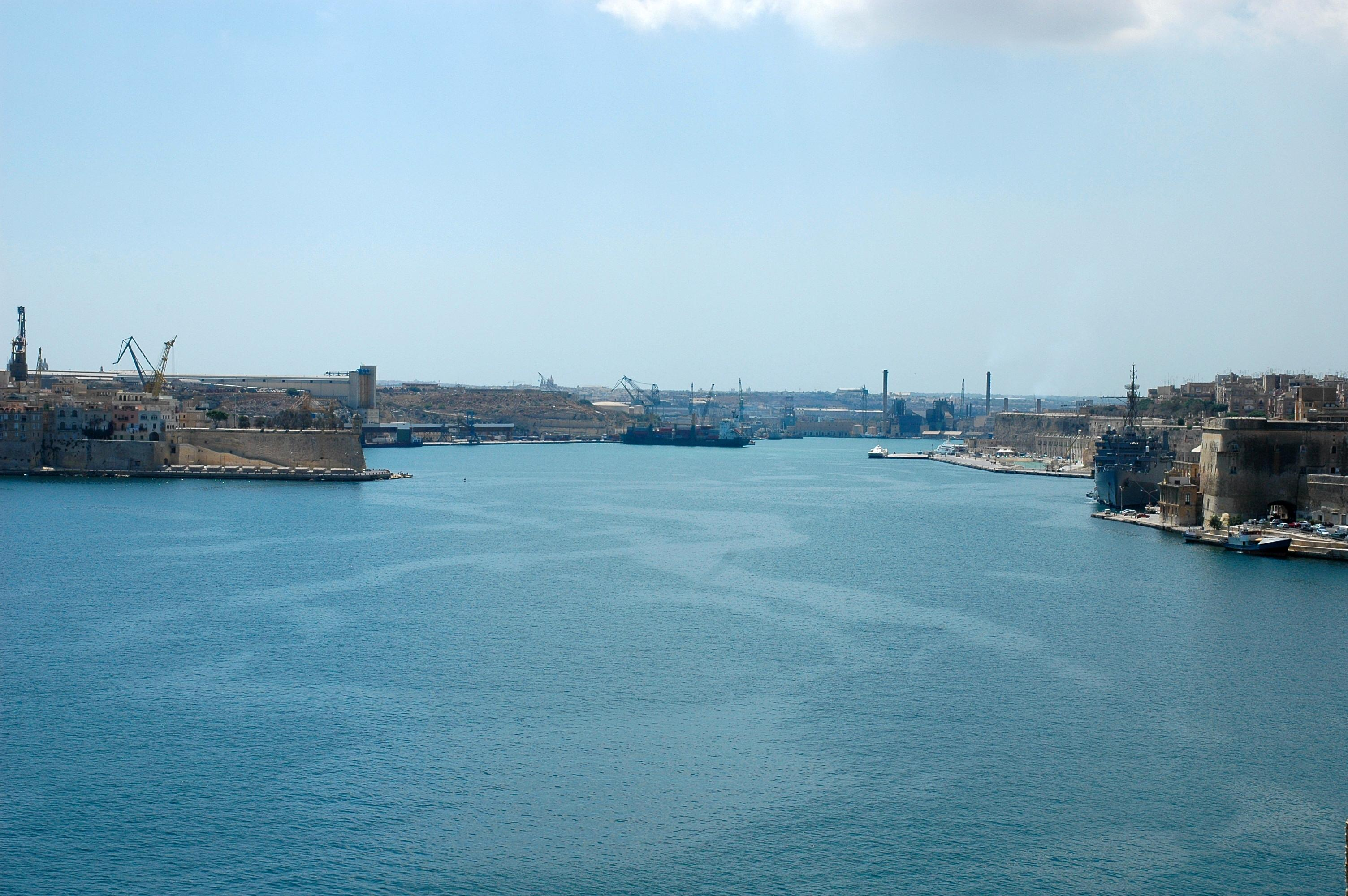
望向马尔萨的格兰德港景观

海港口面向东北，北面以圣埃尔莫角为界，并由一个单独的防波堤保护，南界是里卡索利角。它的西北岸由斯奇贝拉斯半岛形成，该半岛主要由瓦莱塔市及其郊区弗洛里亚纳覆盖。这个半岛还将格兰德港与另一个平行的天然港口马尔萨姆谢特港分开。 格兰德港的主要水道几乎一直延伸到内陆，直至马尔萨 。港口的东南岸由许多河流入海口和岬角组成，主要是内拉溪、卡尔卡拉溪、船坞溪和法国溪，它们被卡尔卡拉和三个城市——科斯皮夸、 比尔古和森格莱阿所覆盖。该港口被描述为马耳他最大的地理资产。 
格兰德港与它的伙伴港口马尔萨姆谢特港口一起，位于平缓上升的地面中心。围绕着双子港的发展，使整个盆地实际上成为一个大的城市群。马耳他的大部分人口居住在弗洛里亚纳方圆三公里的范围内。现在这里是欧洲人口最稠密的地区之一。港口和周边地区构成了马耳他的北部和南部海港区。这些地区总共包含68个市镇中的27个。总人口为213,722人，占马耳他群岛总人口的47%以上。 

## 历史

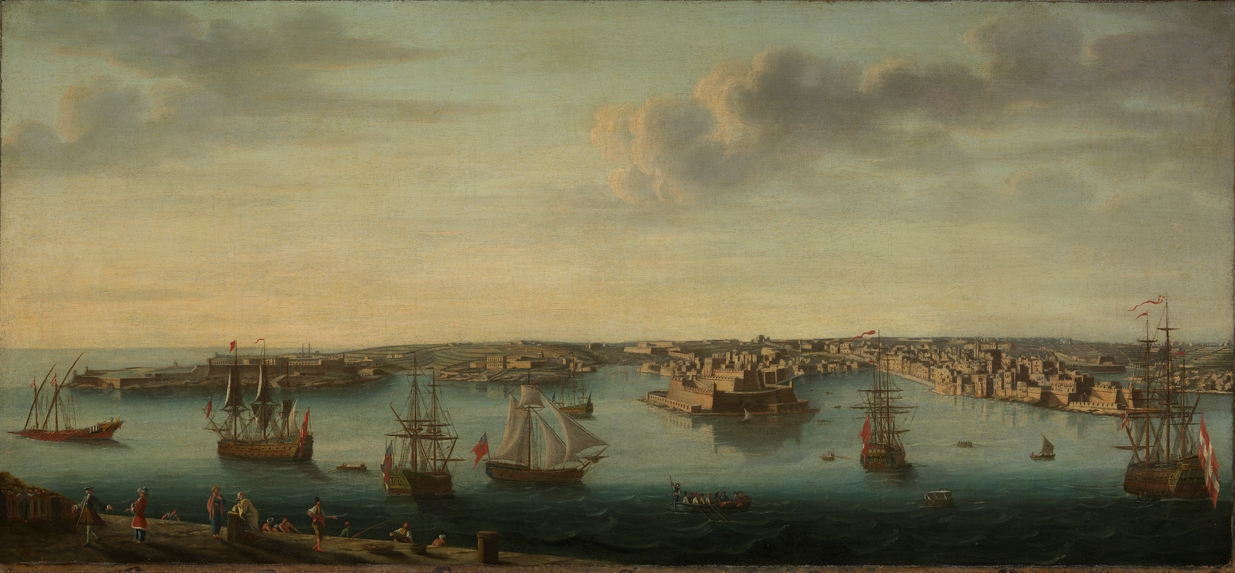
1750年的格兰德港

马耳他群岛历史悠久，主要是由于其战略位置和天然良港。格兰德港自史前时代就已被使用。
在格兰德港沿岸发现了巨石遗迹。最早的科尔丁神庙可追溯到公元前3700年左右，从科拉迪诺高地俯瞰海港。 另一个巨石结构可能存在于圣安吉洛堡附近的水下，但现在已经看不到了。 在海港沿岸还发现了布匿和罗马遗迹。 
12世纪和13世纪，马里斯城堡已建在现在的比尔古。它可能是代替古代建筑而建的，可能是腓尼基或罗马的神庙，或者是阿拉伯的堡垒。 
1283年，马耳他战役在格兰德港入口处爆发。阿拉贡军队击败了一支更大的安茹军队并俘获了10艘桨帆船。 
1530年到1798年，格兰德港曾作为医院骑士团的基地长达268年。他们在比尔古市定居并改善了防御工事，包括重建马里斯城堡并改名为圣安吉洛堡。 1551年7月，巴巴里海盗和奥斯曼军队袭击了马耳他。他们在马尔萨姆谢特登陆并向格兰德港进军，但没有进攻，因为他们发现比尔古的防御工事太多，无法进攻。虽然这次尝试没有成功，但奥斯曼军队后来在同一战役中成功洗劫了戈佐岛并征服了的黎波里。袭击发生后，建造了圣埃尔莫堡和圣迈克尔堡，以在未来的袭击中更好地保护港口。森格莱阿城也在不久之后成立。
后来在1550年代，一场龙卷风袭击了格兰德港，造成600人死亡，并摧毁了一支航运舰队。
该地区是1565年马耳他大围攻期间大部分战斗的区域，当时奥斯曼帝国试图驱逐圣约翰勋骑士团，但最终被击败。围城战后，首都瓦莱塔建在海港西北岸的西伯拉斯半岛上。多年来，在格兰德港内建立了更多的防御工事和定居点，包括里卡索利堡和弗洛里亚纳镇和科斯皮夸镇。

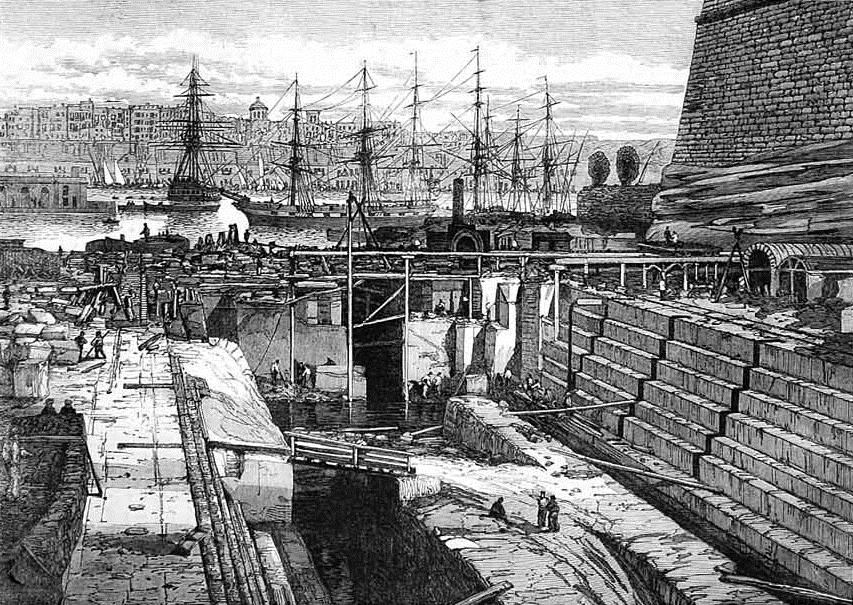
建于1867年的新码头

在法国占领马耳他期间，格兰德港区在陆地上被马耳他叛军封锁，在海上被皇家海军封锁。法国最终于1800年9月投降，马耳他成为英国的保护国，后来成为殖民地。在英国殖民统治期间，该海港成为皇家海军的战略基地和地中海舰队的基地。

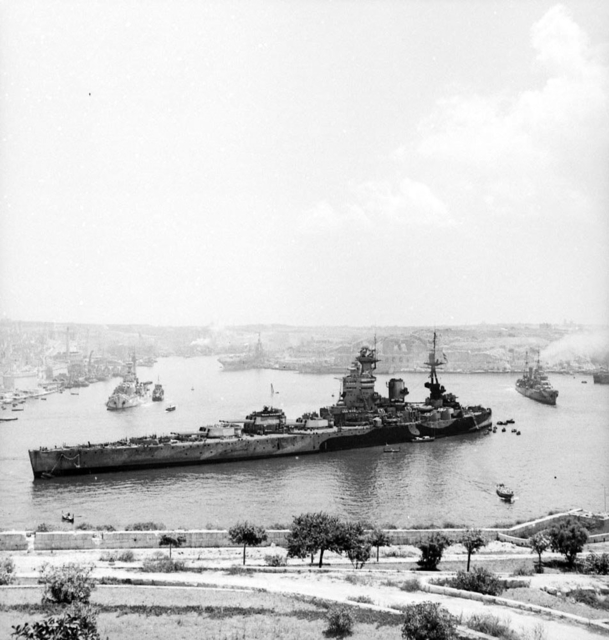
盟军入侵西西里岛期间， 罗德尼号战舰在港口。

在第二次世界大战期间，由于港口周围的码头和军事设施成为轴心国轰炸机的目标，整个地区在第二次围攻马耳他期间遭到了野蛮的轰炸。附带损害破坏了瓦莱塔和三城的大部分地区，并造成大量平民伤亡。 1941年7月26日早些时候，意大利海军对港口的袭击被击退。

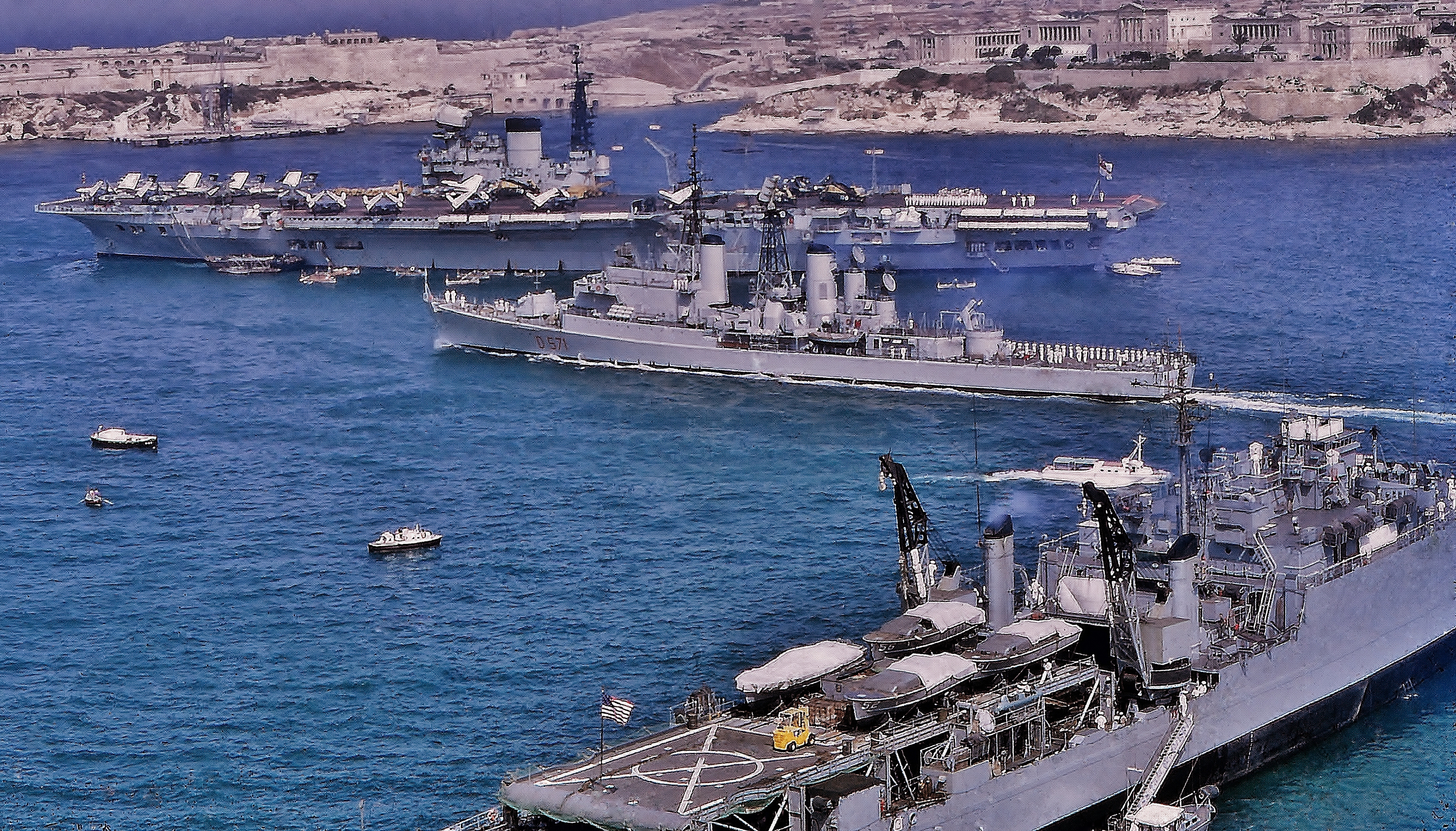
1967年停在港口的北约军舰。

马耳他造船厂仍然活跃，但随着英国军队的撤离，格兰德港失去了大部分军事意义。马耳他相当一部分商业航运现在由位于卡拉弗拉纳的新自由港处理，因此该港口比20世纪上半叶安静得多。 
2007年9月，马耳他政府公布了20个拟议的再生项目，这些项目将改造格兰德港，同时尊重其历史价值。 
截至2021年5月，港口正在进行由马耳他基础设施发起并由欧盟赞助的改造工程，目标是使港口电气化，以减少90%的船舶有害排放。将安装岸电装置，以消除在船舶停靠时运行化石燃料发动机的需要。 

## 图库

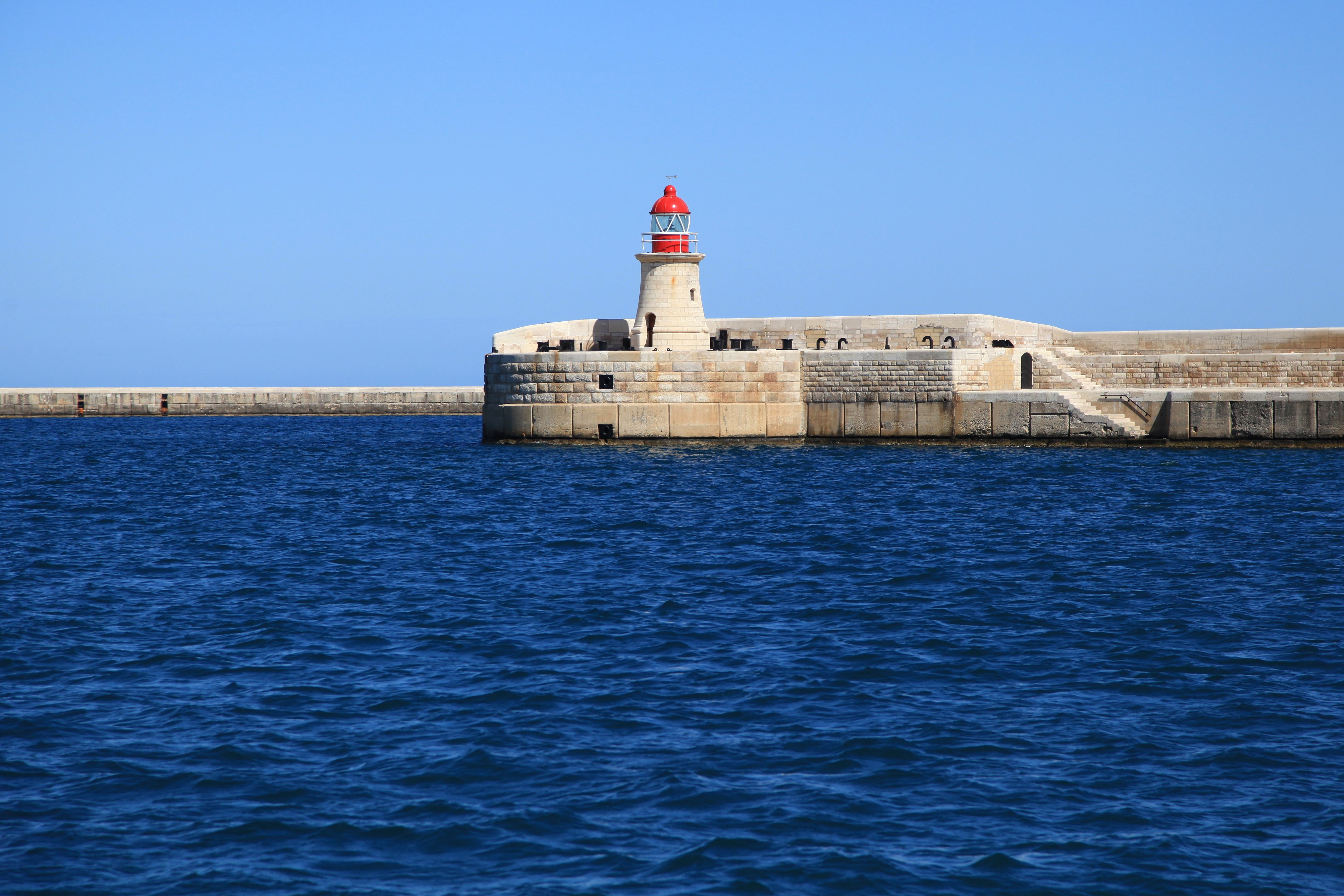
里卡索利防波堤
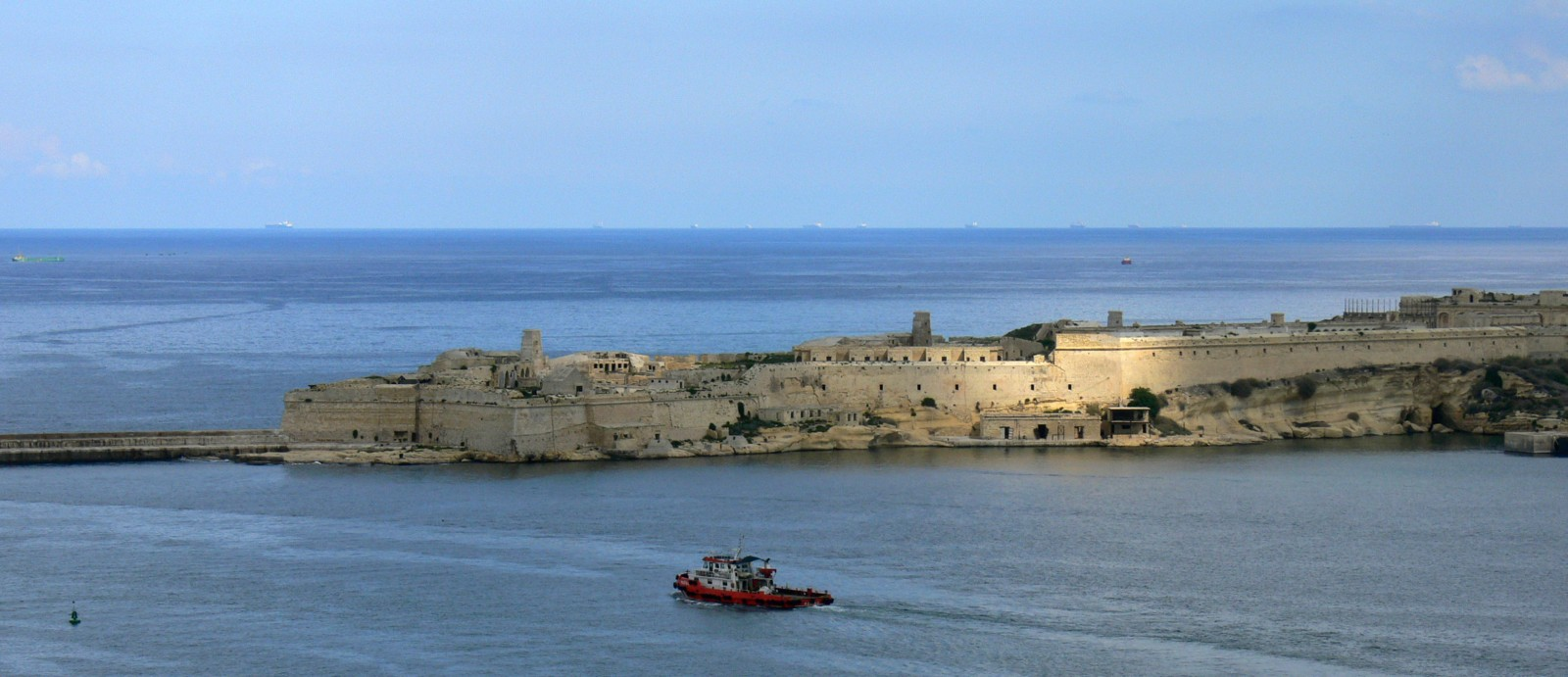
里卡索利堡
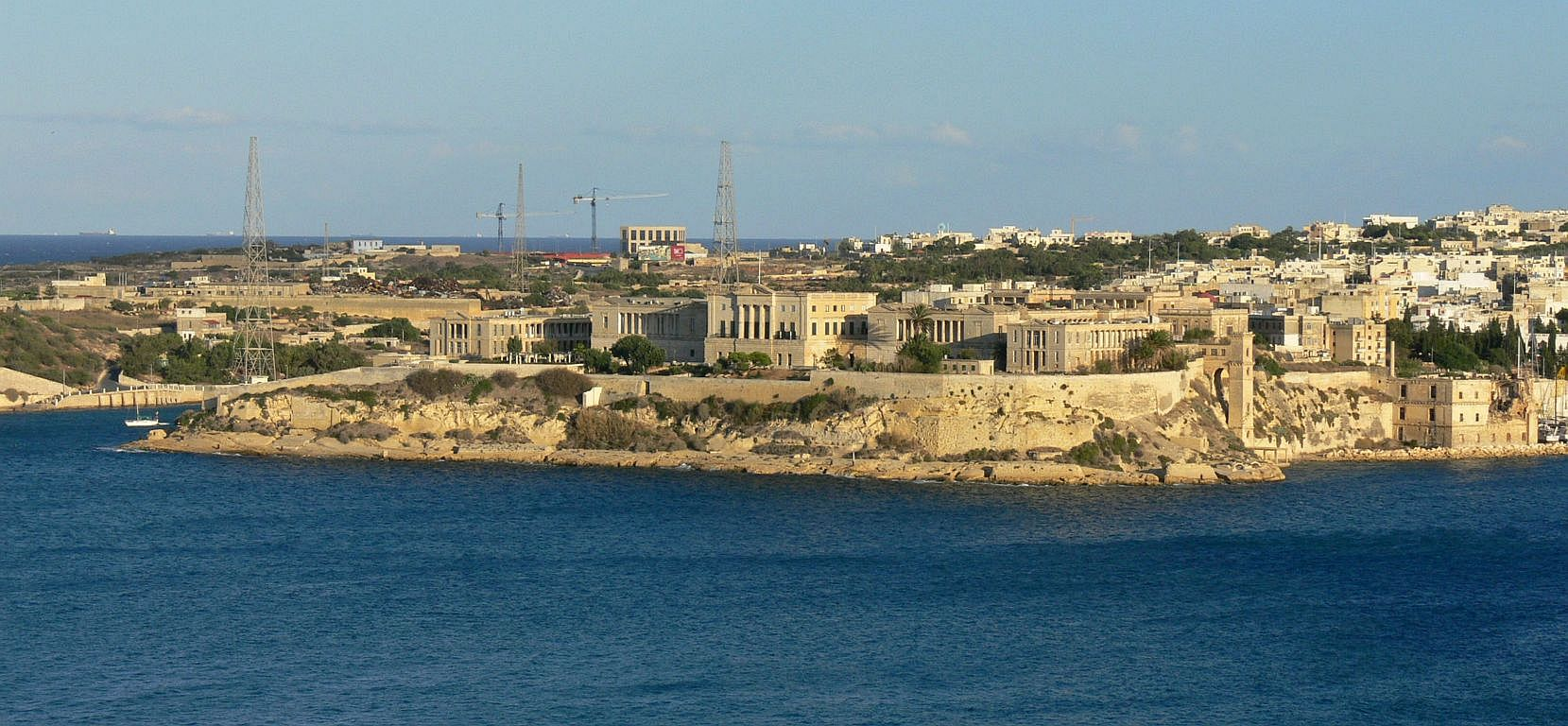
比吉
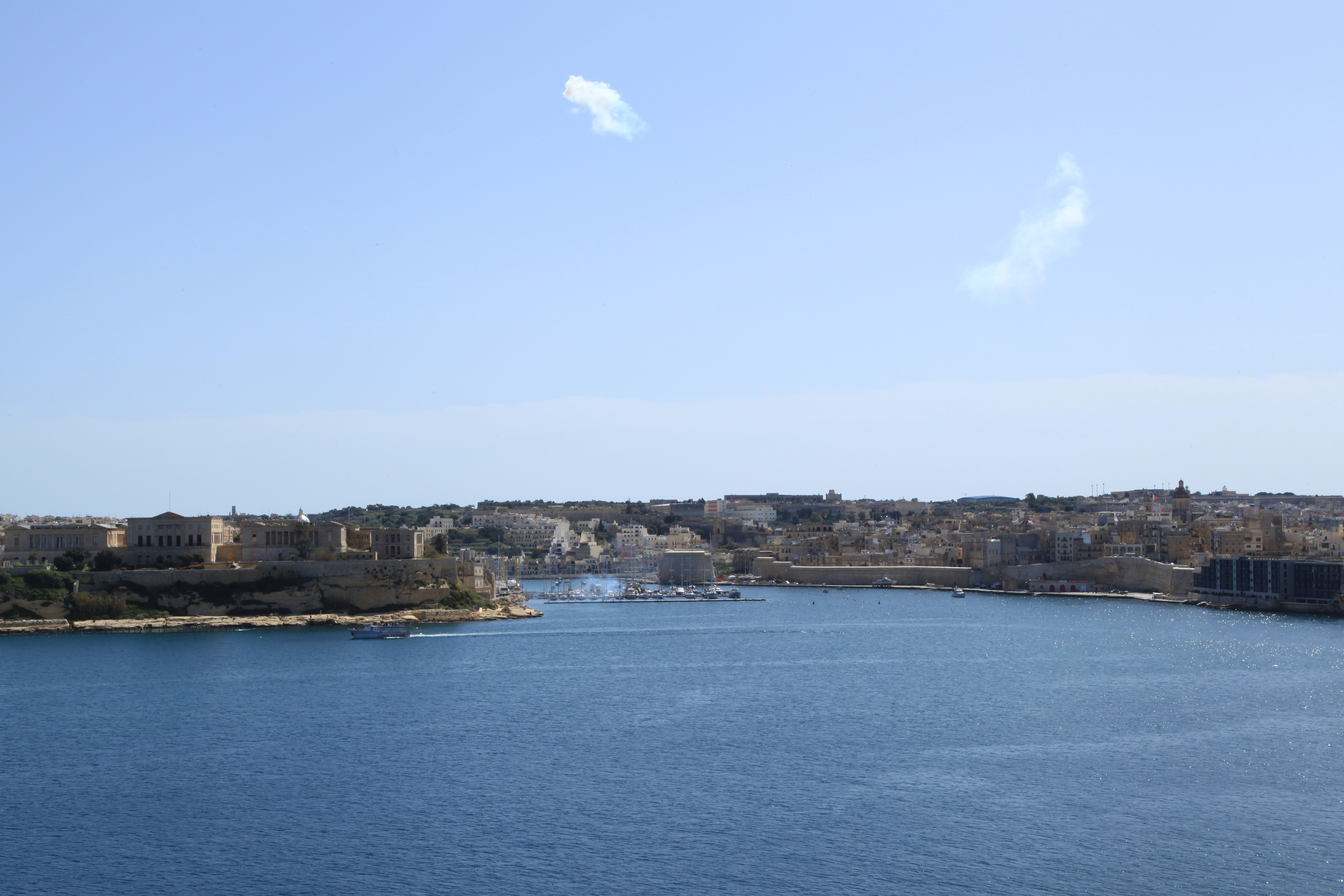
卡尔卡拉溪
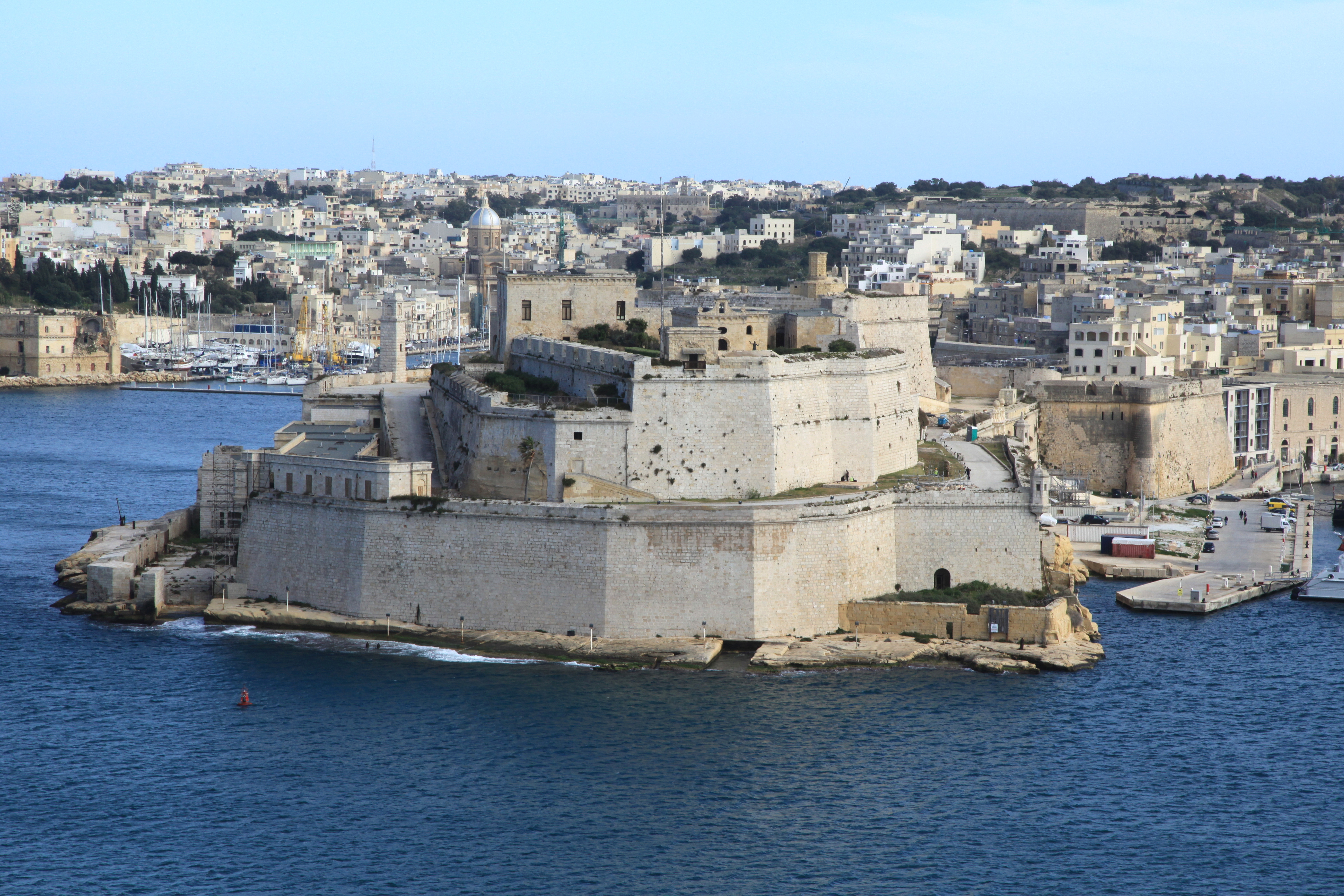
圣安吉洛堡
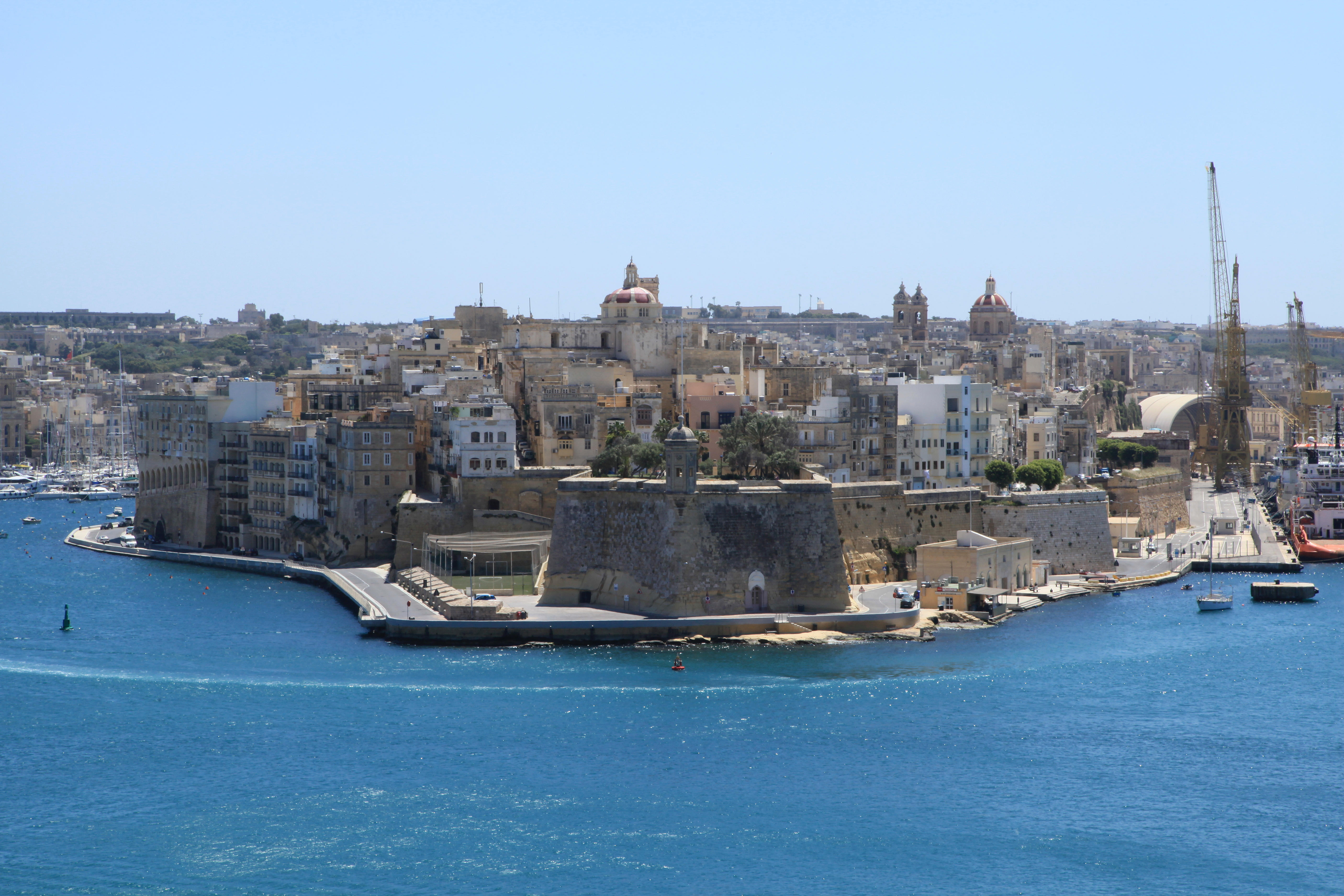
The Spur Senglea
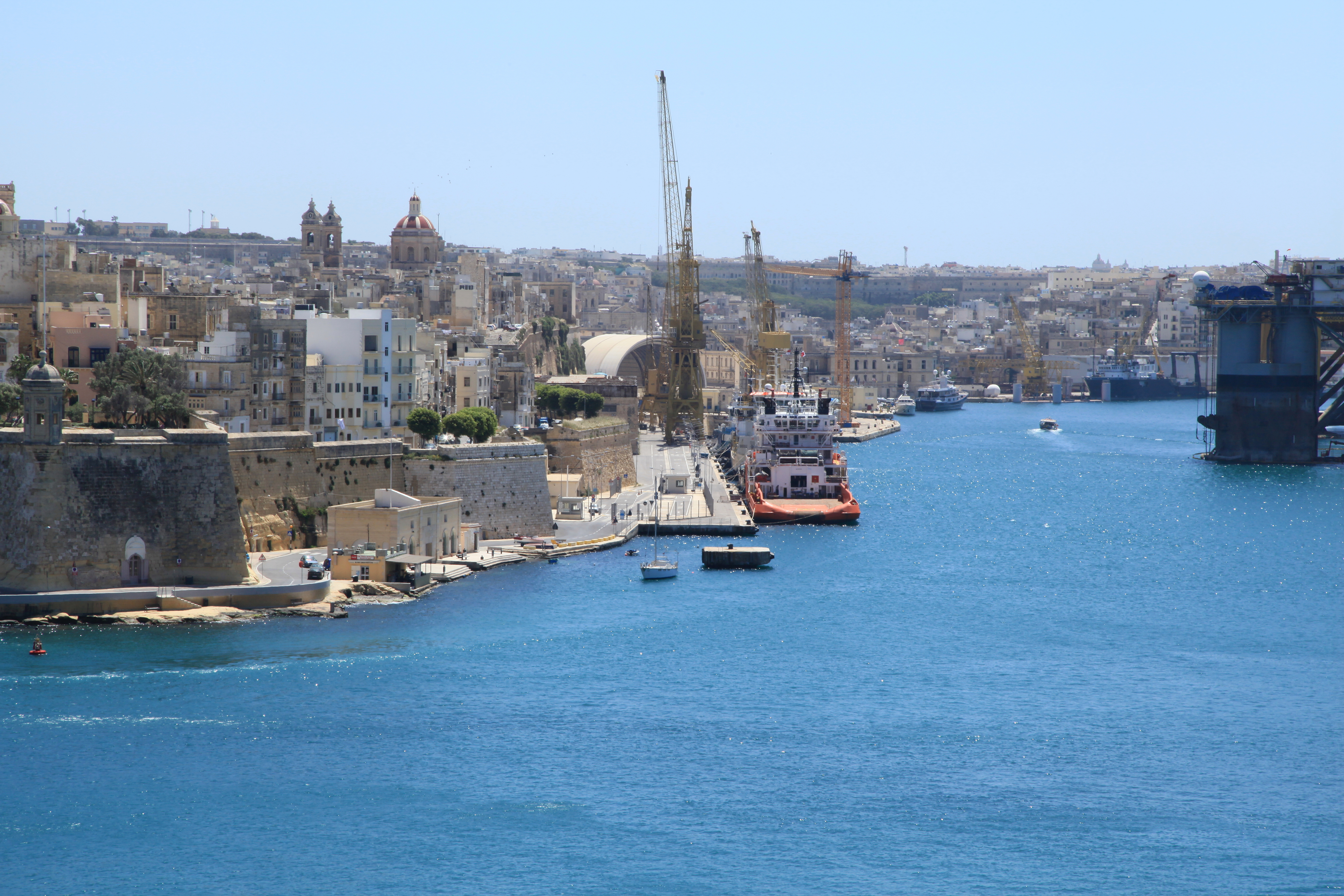
法国溪
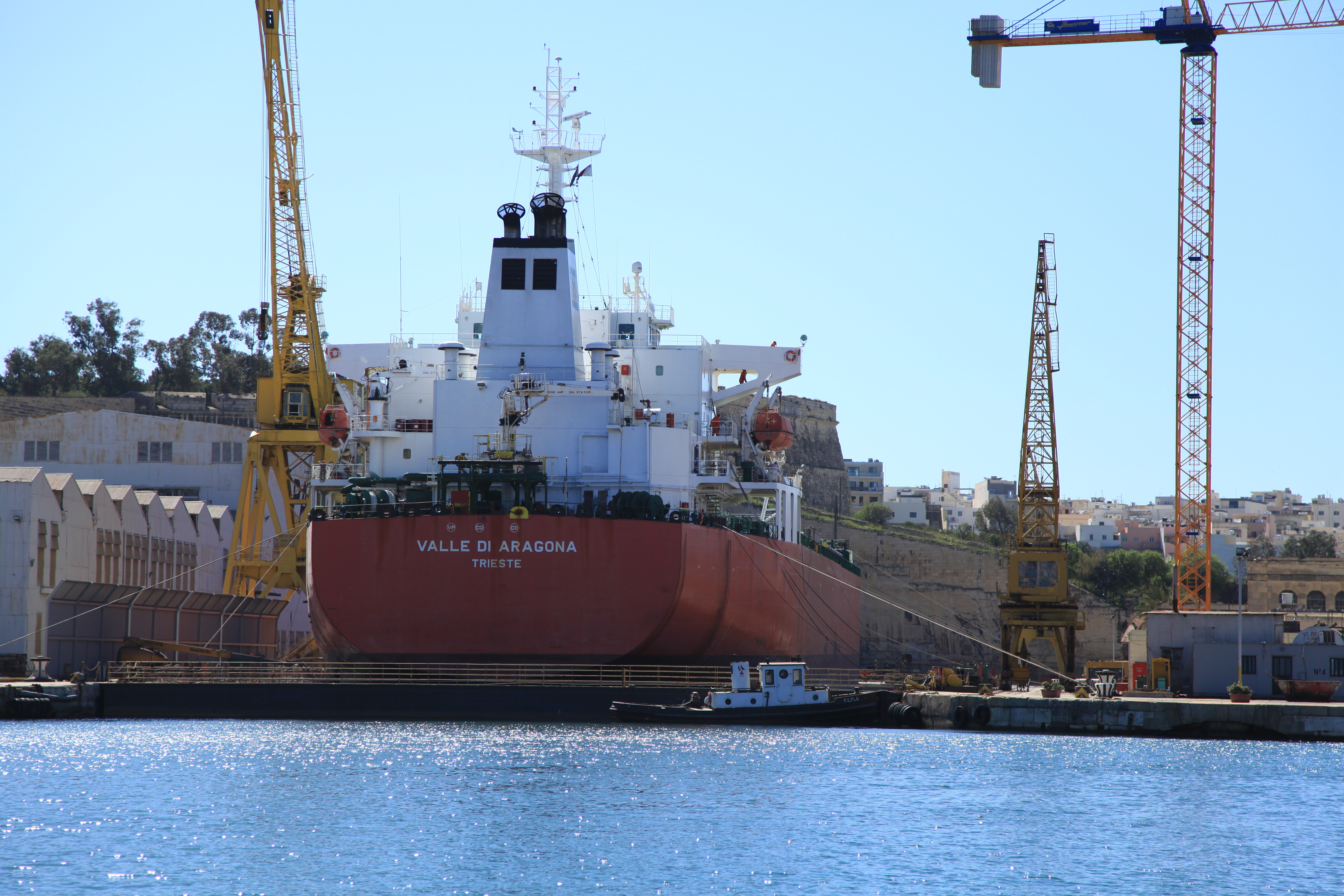
4号码头
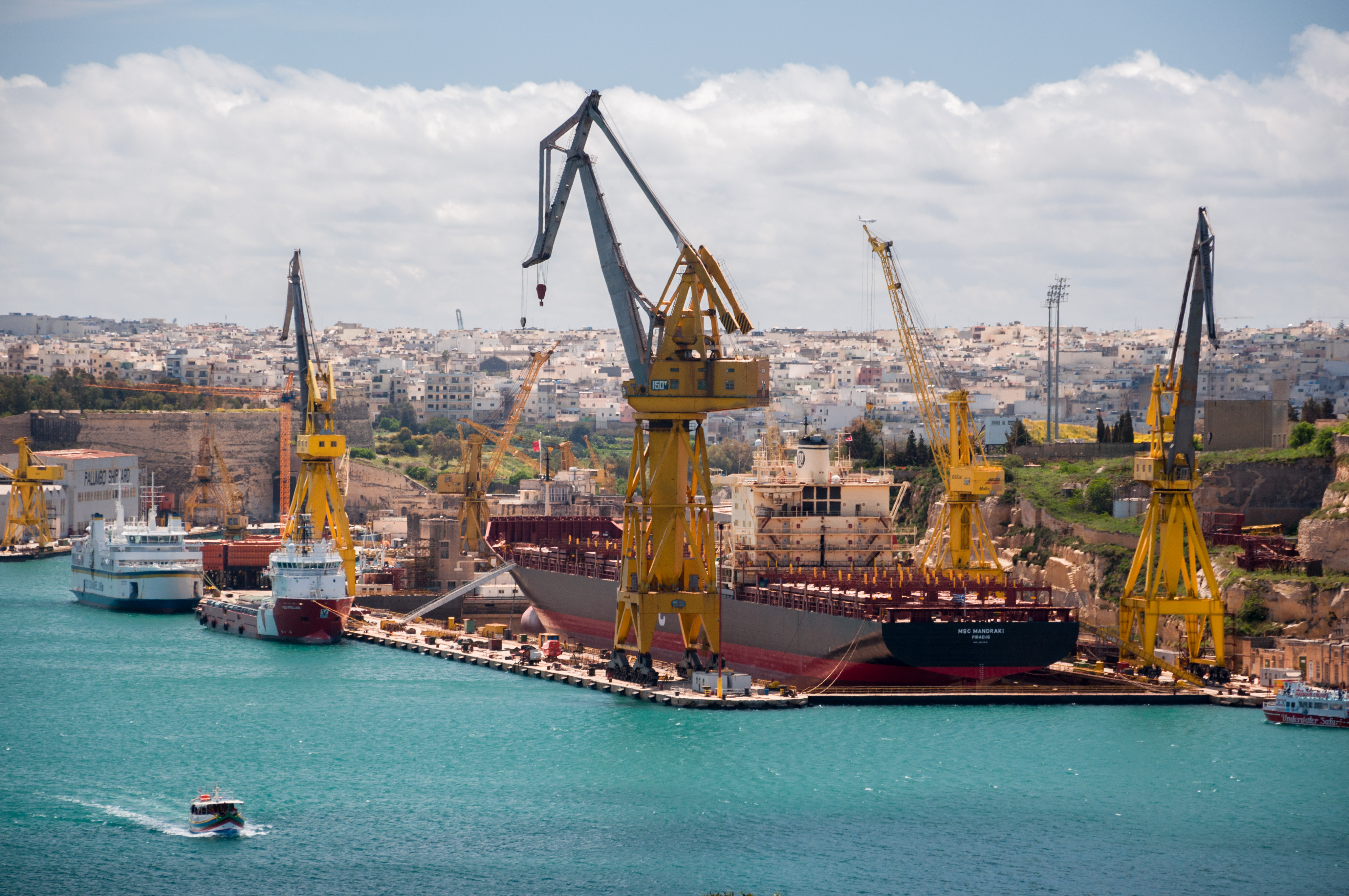
6号码头
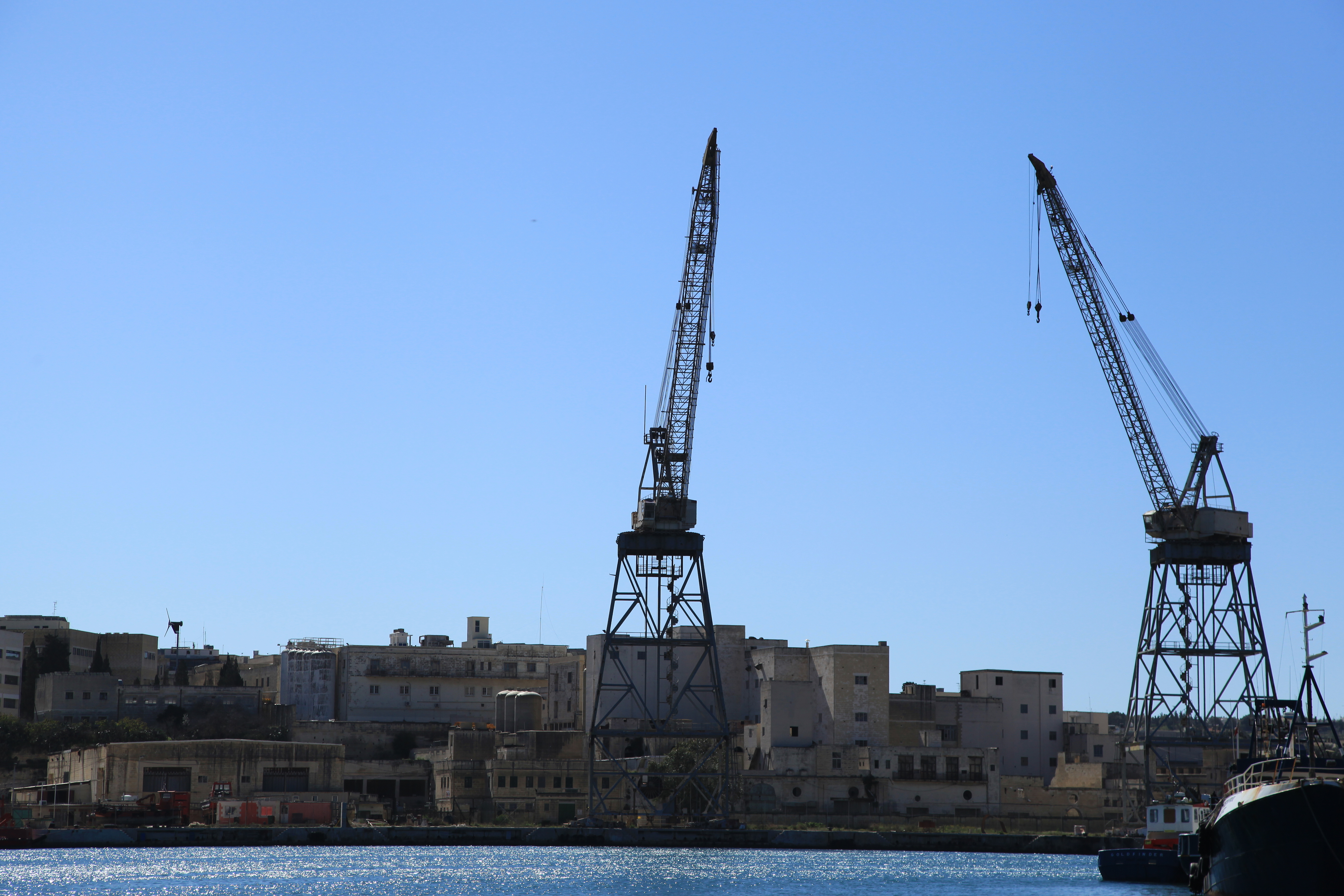
船厂码头
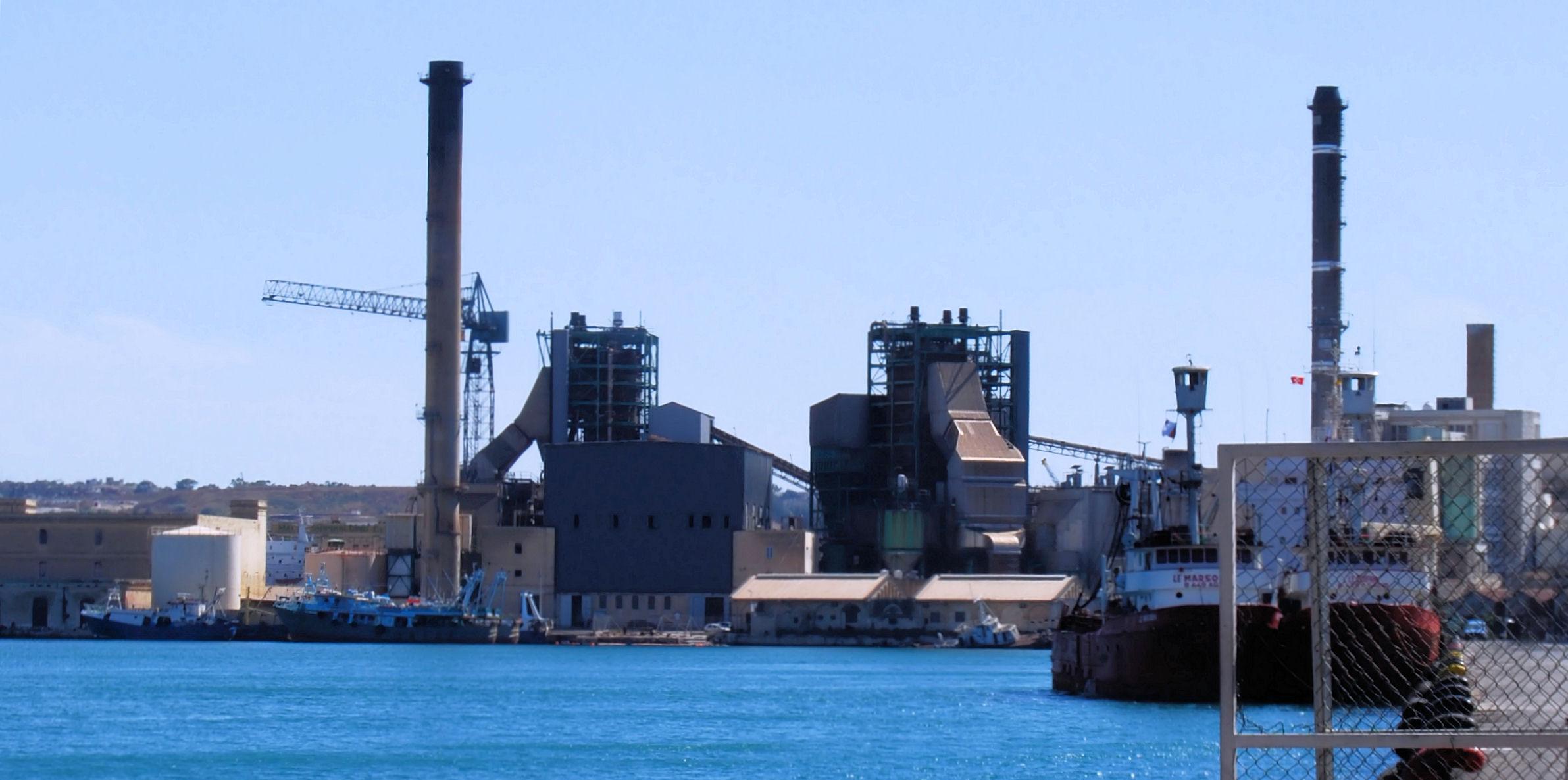
大桥码头和马尔萨电站
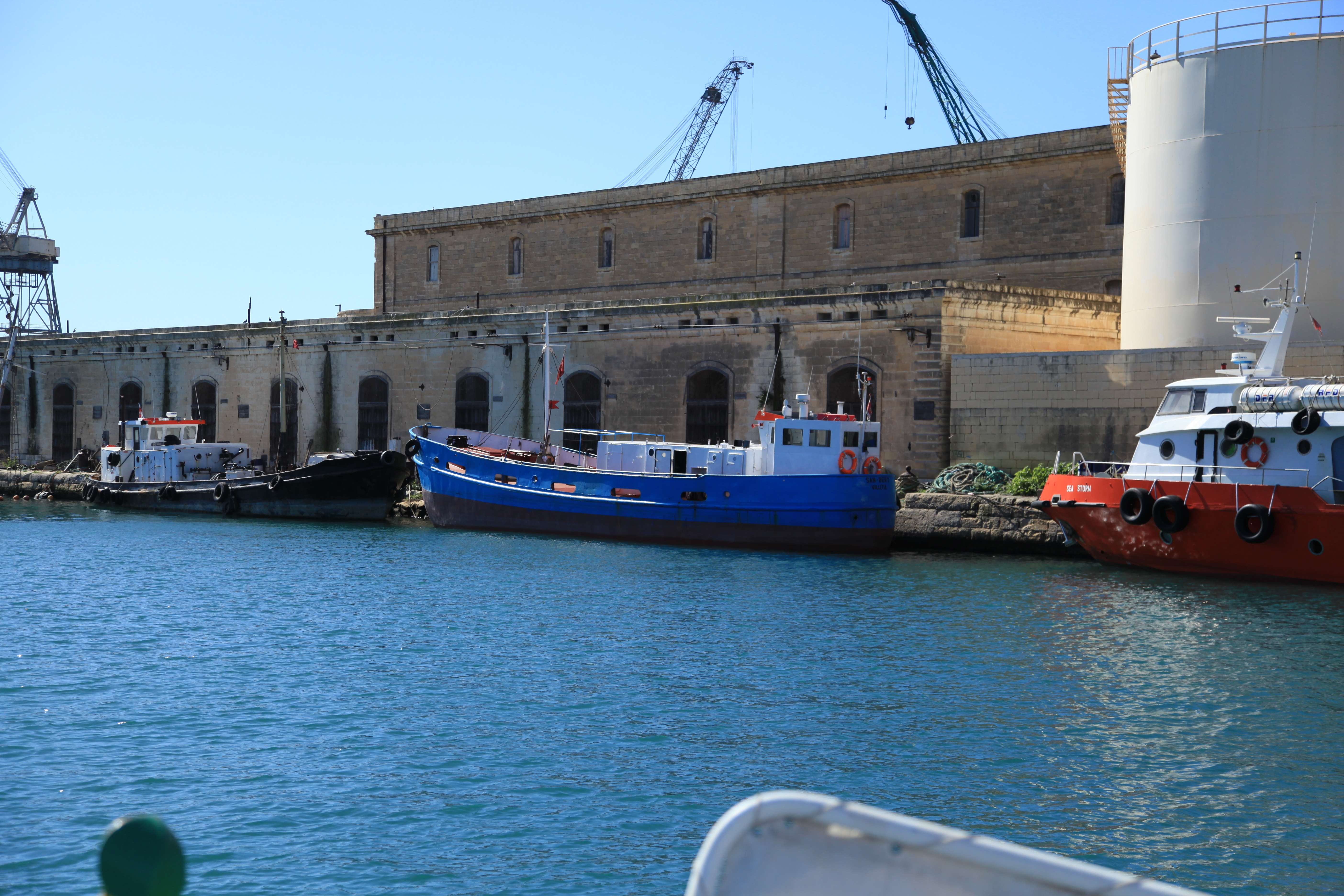
布雷根码头
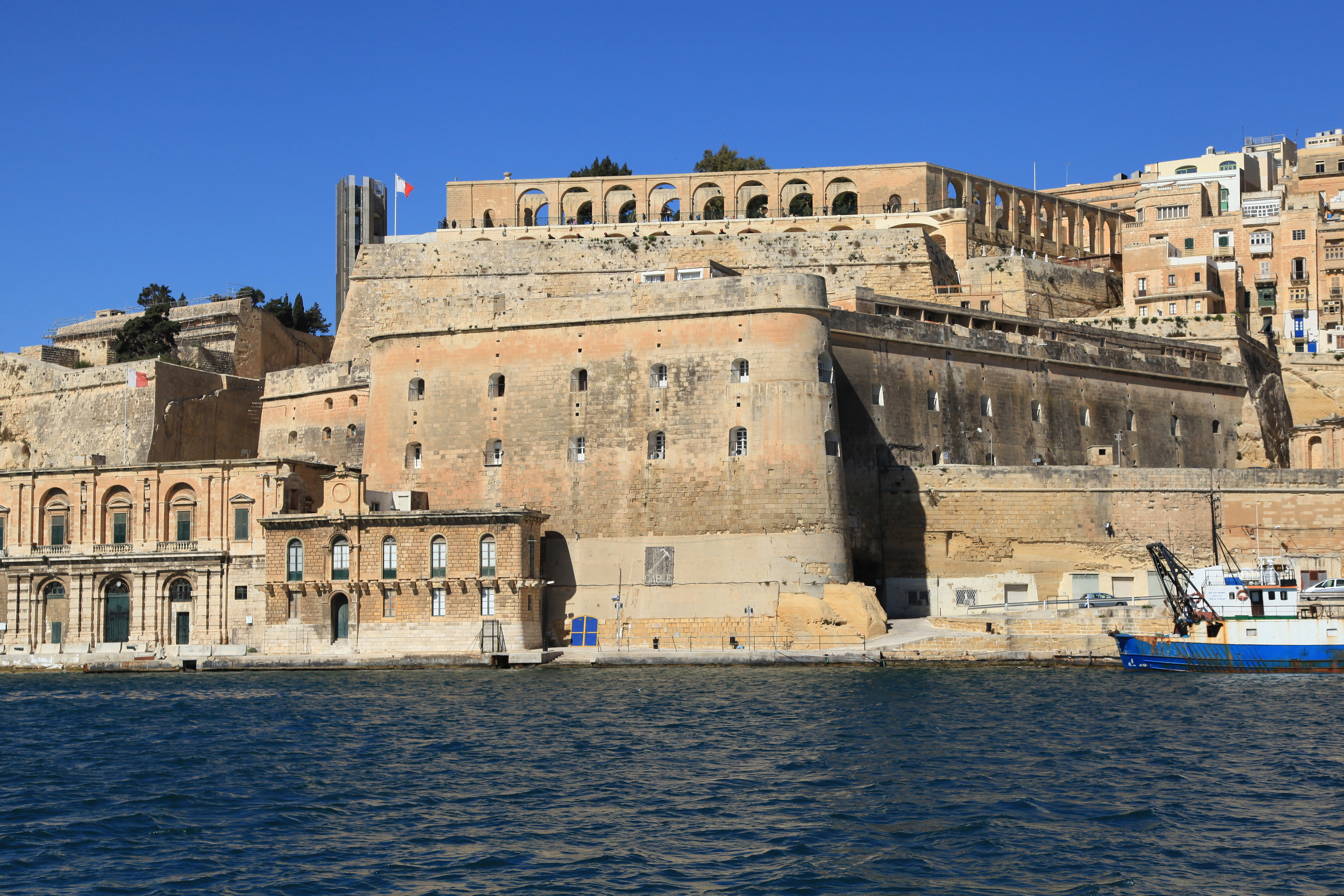
Xatt Lascaris
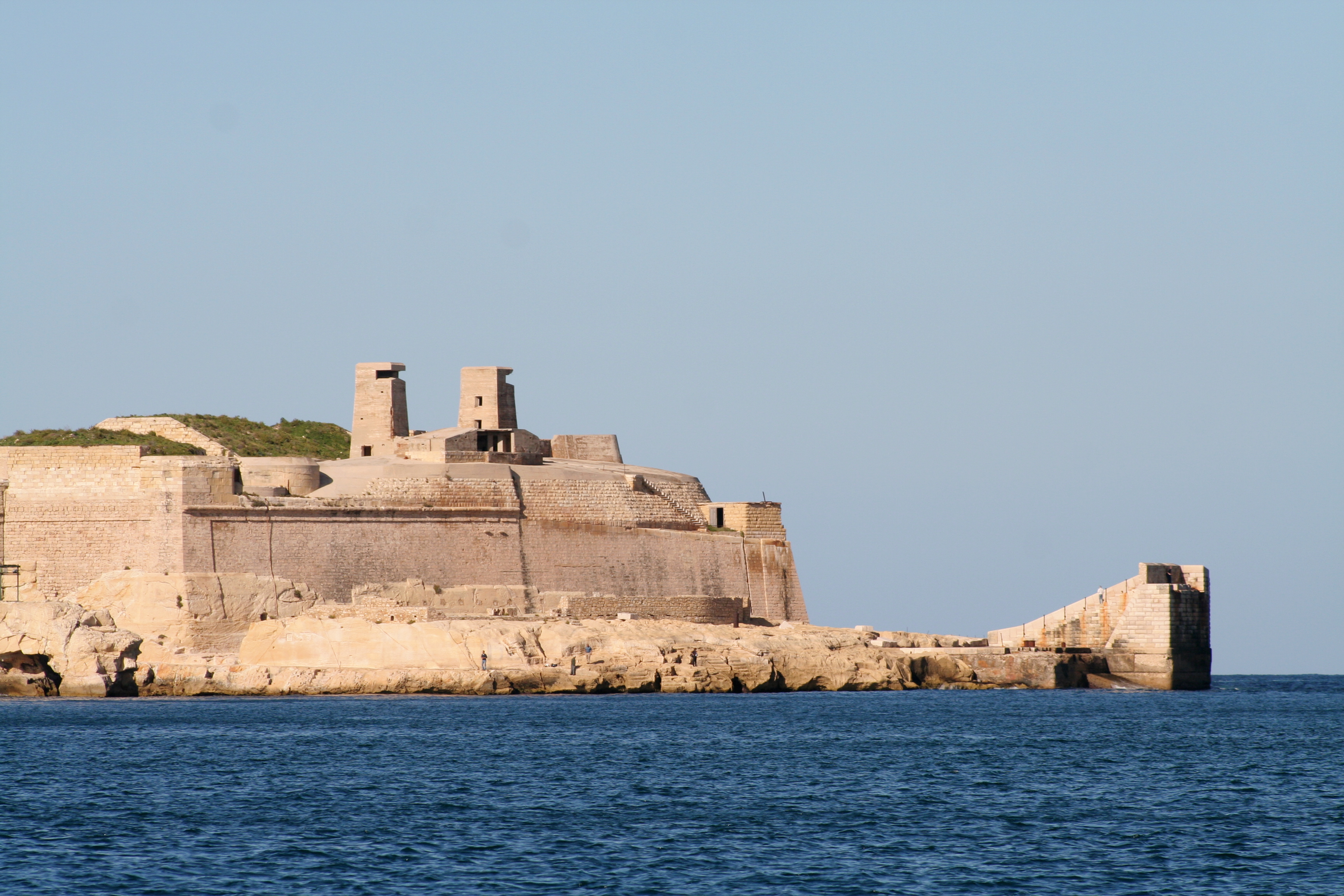
圣埃尔莫堡
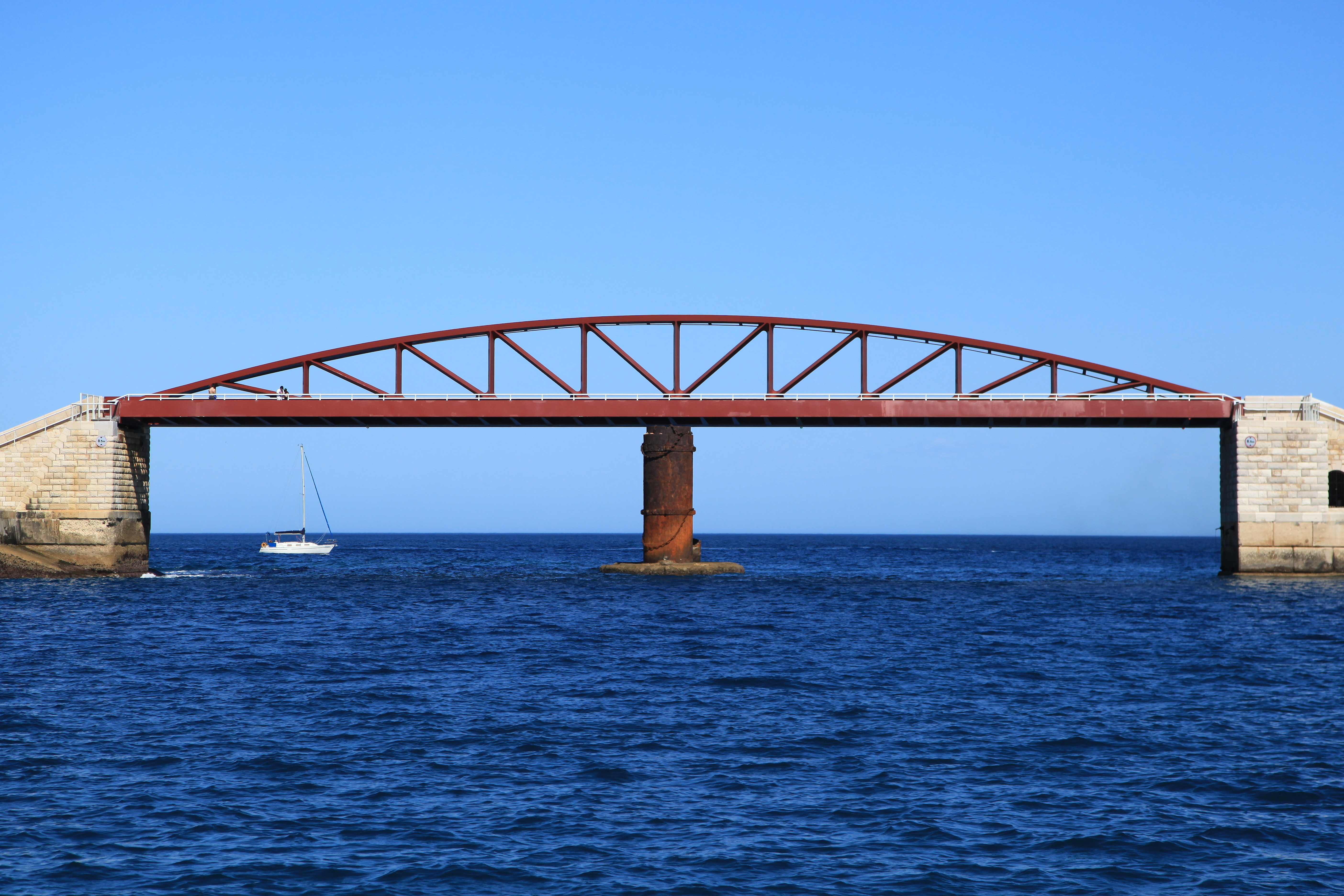
圣埃尔莫大桥
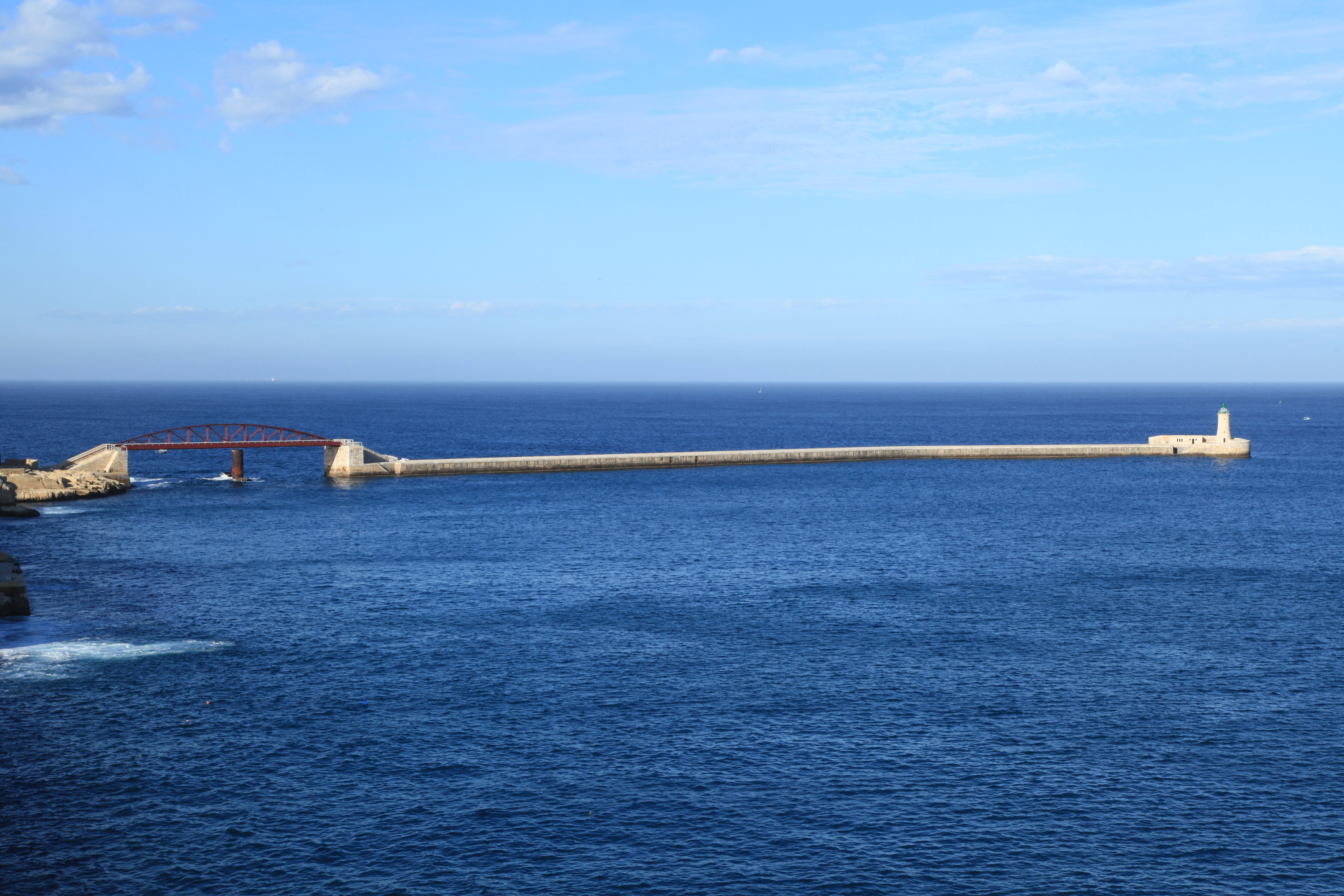
瓦莱塔防波堤